# Загорье (Судогодский район)
Загорье — деревня в Судогодском районе Владимирской области России, входит в состав Лавровского сельского поселения.

## География
Деревня расположена в 7 км на юго-восток от центра поселения деревни Лаврово и в 5 км на восток от райцентра — города Судогды.

## История
В XIX — первой четверти XX века деревня входила в состав Бережковской волости Судогодского уезда, с 1926 года — в составе Судогодской волости Владимирского уезда. В 1859 году в деревне числилось 23 дворов, в 1905 году — 37 дворов, в 1926 году — 64 дворов.
С 1929 года деревня являлась центром Загорского сельсовета Судогодского района, с 1940 года — в составе Судогодского сельсовета, с 1983 года — в составе Лавровского сельсовета, с 2005 года — в составе Лавровского сельского поселения.

## Население
| 1859 | 1905 | 1926 | 2002 |
| ---- | ---- | ---- | ---- |
| 162  | 227  | 325  | 82   |

| 1859 | 1905 | 1926 | 2002 | 2010 | 2021 |
| ---- | ---- | ---- | ---- | ---- | ---- |
| 162  | ↗227 | ↗325 | ↘82  | ↘46  | ↗78  |